# NDC (鐵道車輛)

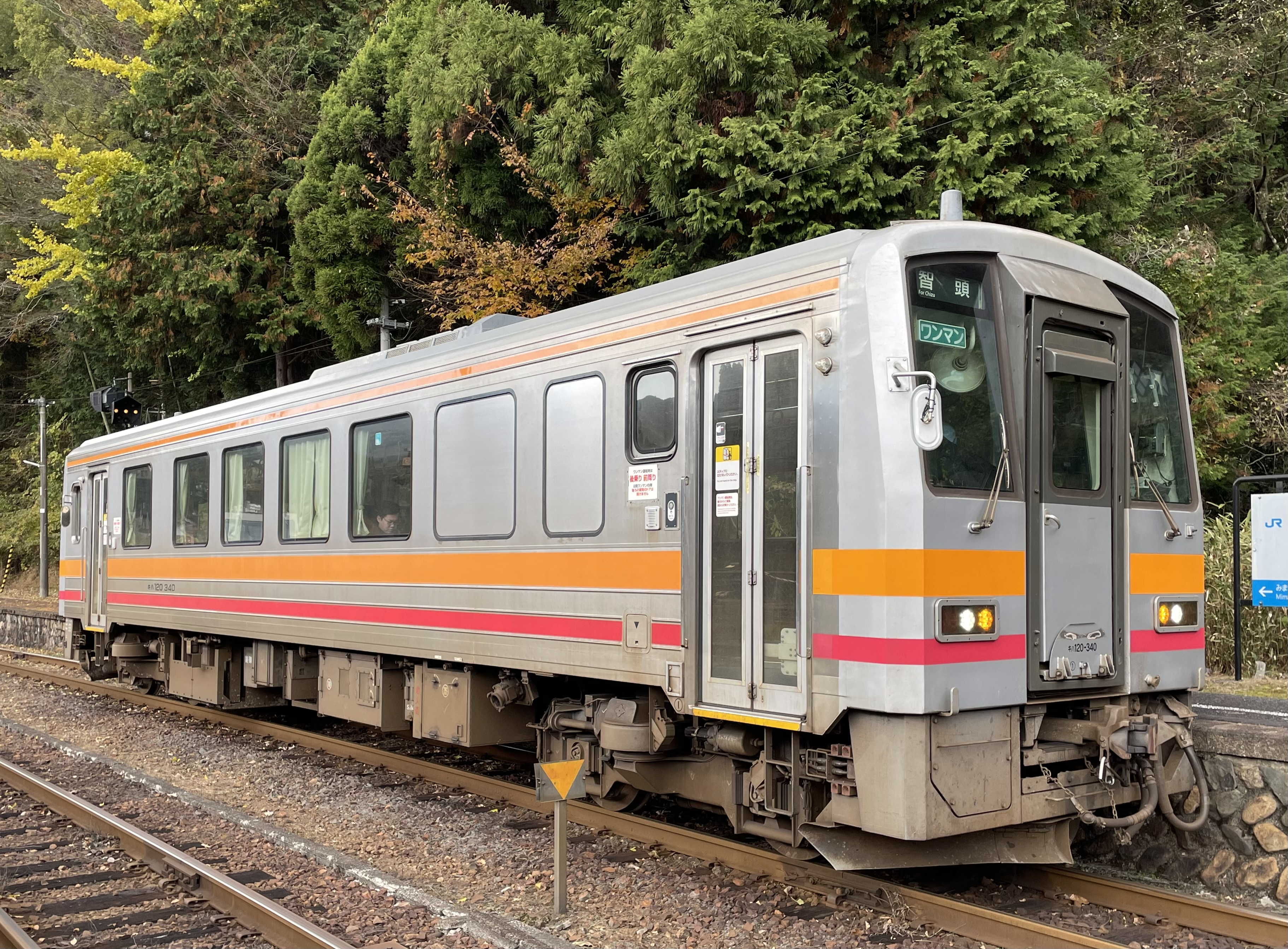
JR西日本KiHa 120型柴聯車

NDC 是新潟鐵工所所製造的輕型鐵路動力客車，用於地方路線，受到許多鐵路公司採用（包括日本旅客鐵道）。改組為新潟運輸系統後不再使用NDC一名，但本條目也列出由新潟運輸系統製造的輕型鐵路客車。

## 特徴
NDC與富士重工的LE-Car／LE-DC系列（富士重工停止鐵路車輛業務後，已轉讓給新潟運輸系統）是日本地方鐵路路線以及第三部門鐵路所使用的兩大類輕型動力鐵路客車。但富士重工的 LE-Car 與一般公路客車共用車身與引擎（尤其是早期的LE-Car），而新潟鐵工所於同時期製造的NDC，雖然也採用了許多公路巴士的零件，但車體結構等與普通的鐵路客車類似。
改組為新潟運輸系統以後與承繼富士重工的LE-DC的技術後，出現了兼具兩者特點的車輛。由於低成本的車體耐用程度較差，車體設計方向回歸到一般鐵路客車的路線，並且配備稱為TICS的車輛信息控制設備。此外與一般火車共用零件，也降低成本並提高安全性。嚴格來說，這些新型車輛不屬於NDC。
依照各公司與路線的要求，車身有16公尺級、18公尺級、20公尺級等等，而窗戶、座椅佈置、端面、大燈／尾燈位置、有無貫通門、上下車門的形狀、有無台階等規格都有不同。

## 修改型
1985年的由利高原鐵道YR-1000型柴聯車可視為原型車，車身長度為14.8m的偏心轉向架，為該型車特有的設計，並且可追溯到三陸鐵道36-100型柴聯車和日本國鐵KiHa 37型柴聯車。之後的車輛改採無枕樑轉向架。
2001年的天龍濱名湖鐵道TH2000型柴聯車（後來改為TH2100），裝有TICS設備，車身長18m，車寬2.8m，地板高度1240mm，車門台階980mm（階高260mm），以車輪直徑860mm，軸距2100mm為標準規格，構造上很類似普通的柴油客車。
2003年的肥薩橙鐵道HSOR-100型柴聯車是符合無障礙規格的車輛，地板高度為1140mm，乘客門沒有台階。但是需要將車站月台高度加高到1100mm。
2007年的錦川鐵道NT3000型柴聯車和平成筑豐鐵道400型柴聯車均採用LE-DC的低地板技術，雖然乘客門有高度為980mm的台階，但地板表面比以前低了90mm而為1150mm，以符合簡易無障礙標準（台階高度差170mm）。

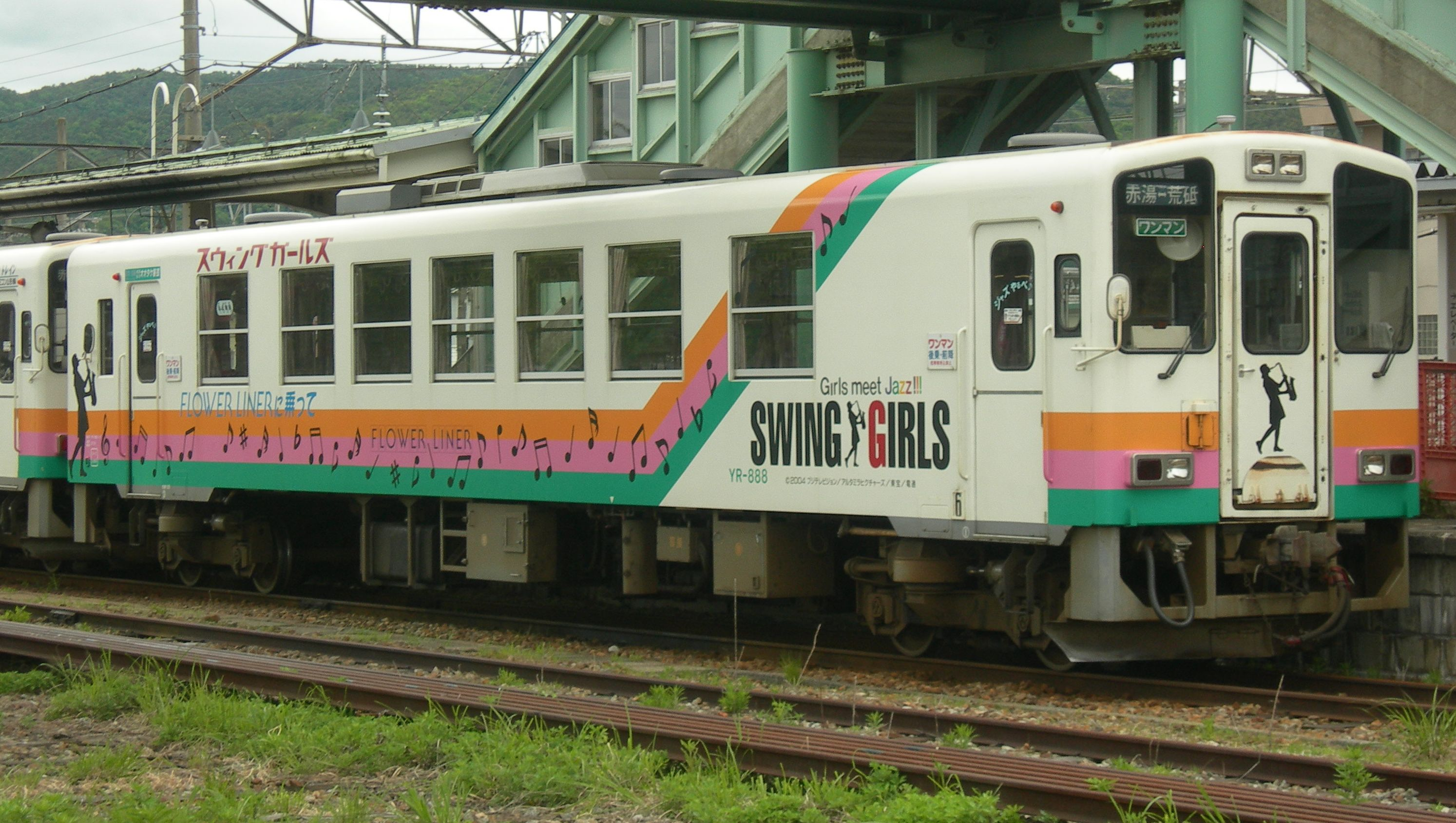
山形鐵道YR-880型 （第一世代）
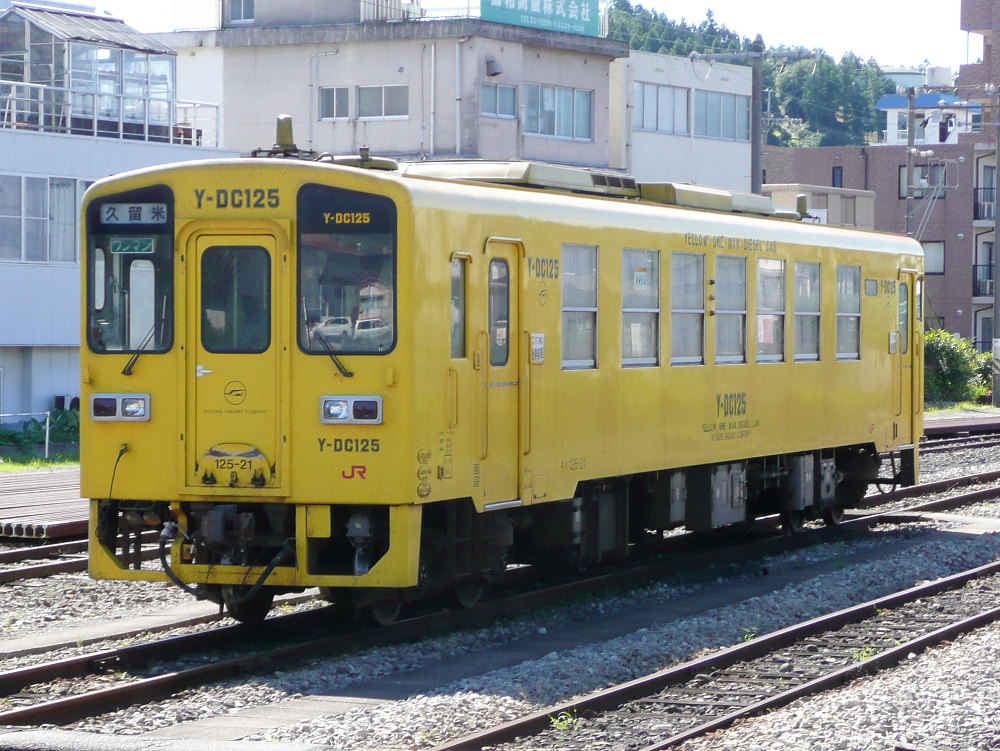
JR九州KiHa125型 （第二世代）
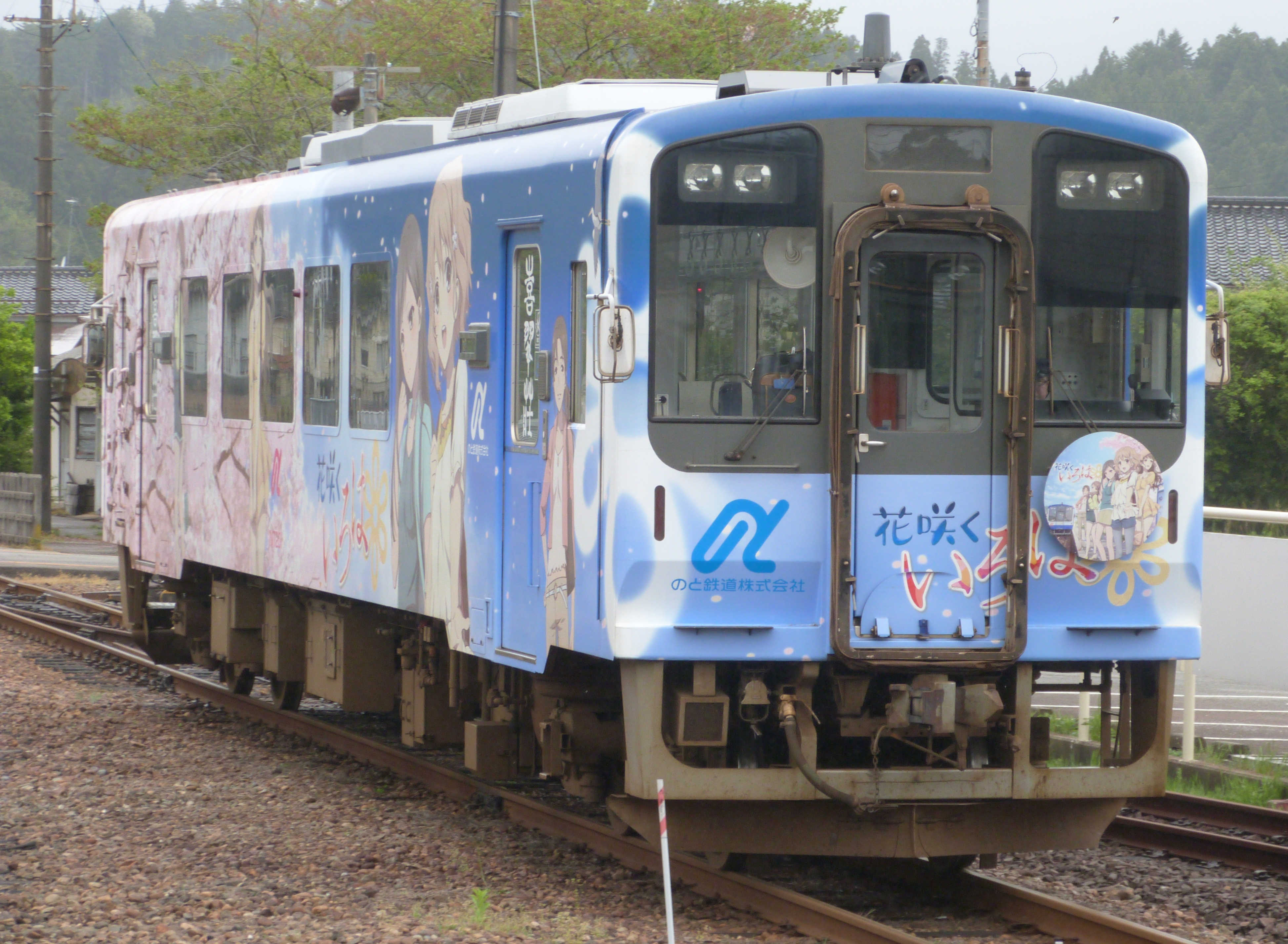
能登鐵道NT200型 （第三世代）
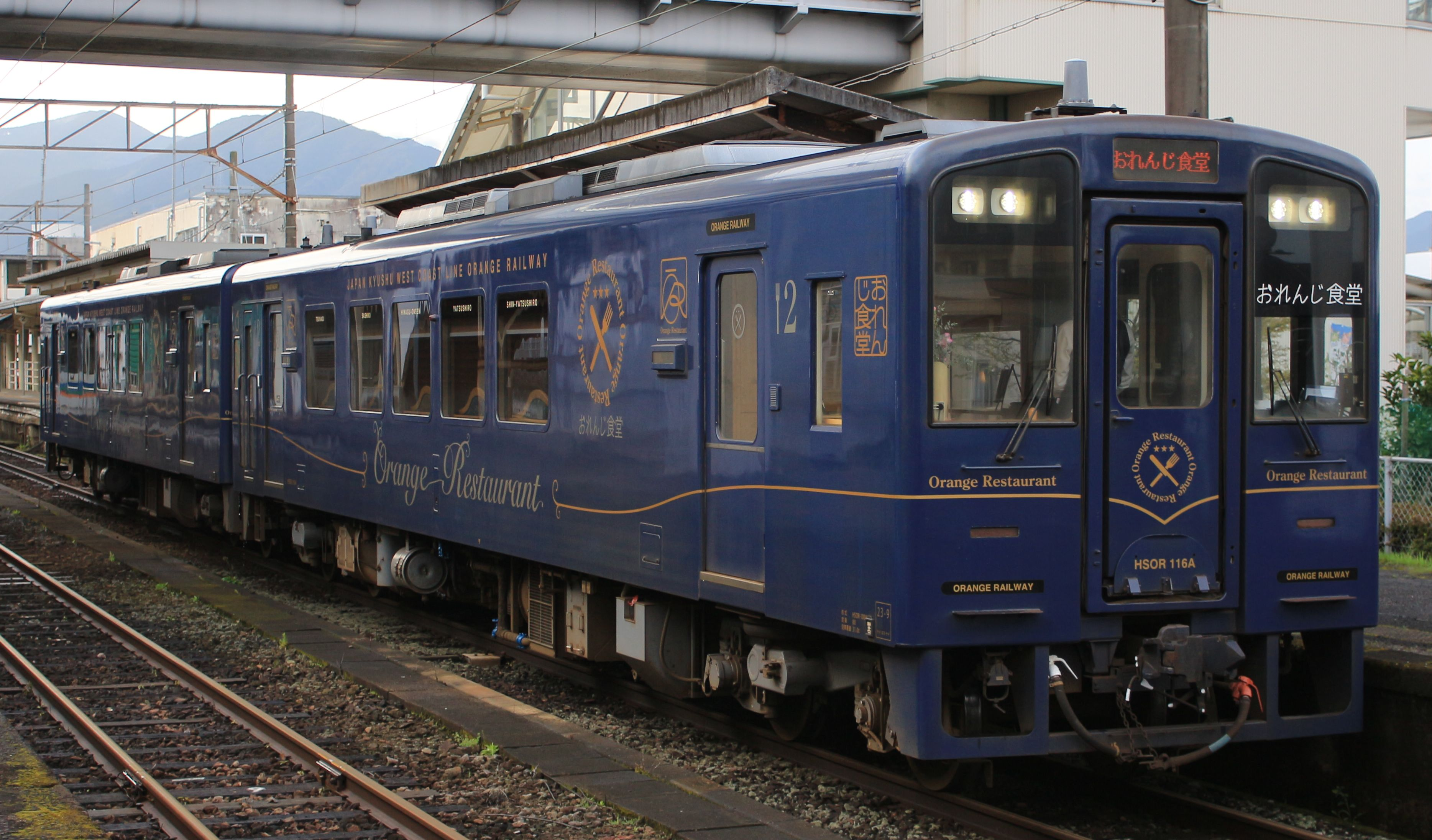
肥薩橙鐵道HSOR-100型 （第三世代（符合無障礙標準））
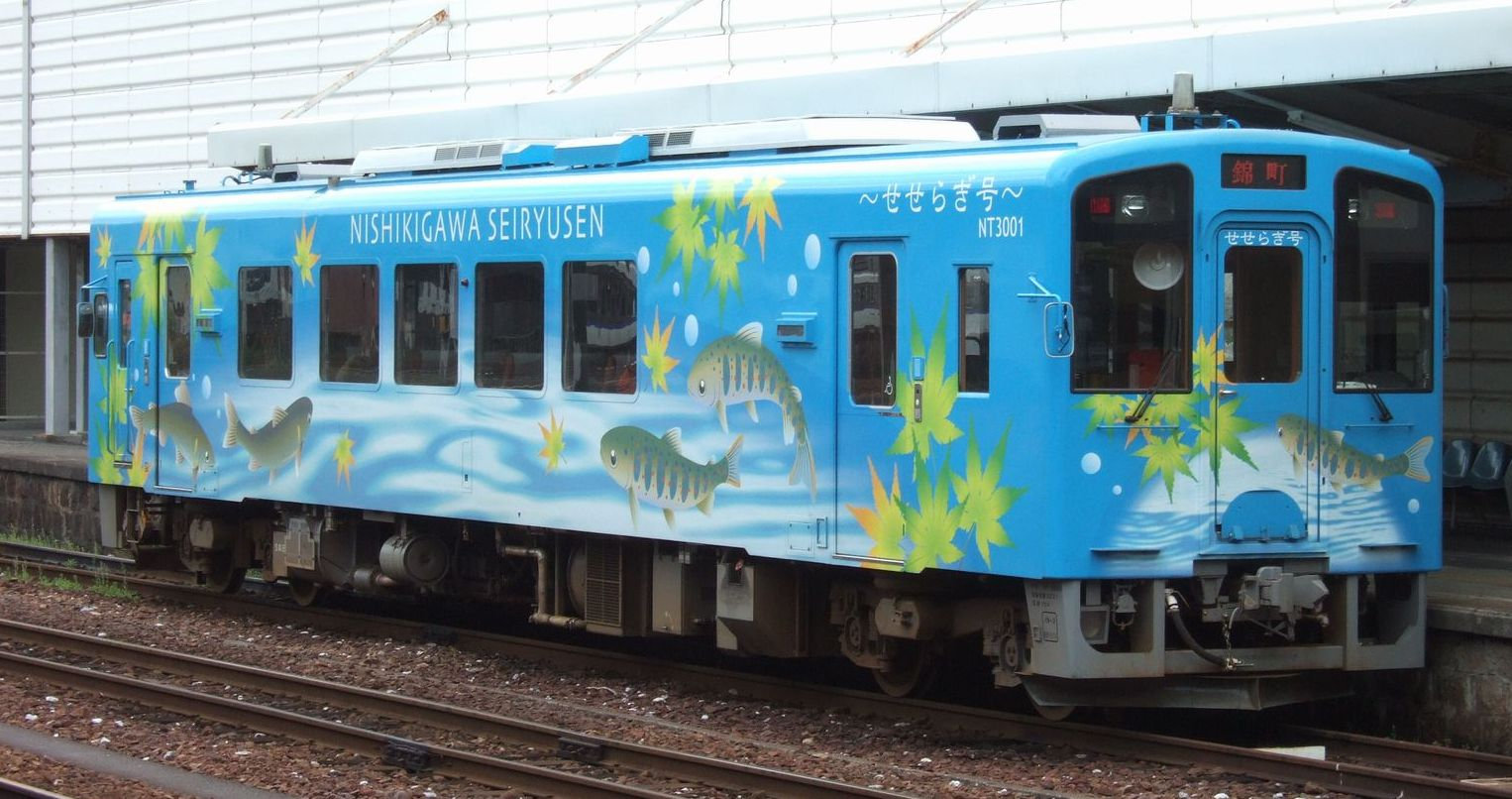
錦川鐵道NT3000型 （第三世代（符合簡易無障礙標準））

## 車輛

### 15.3公尺

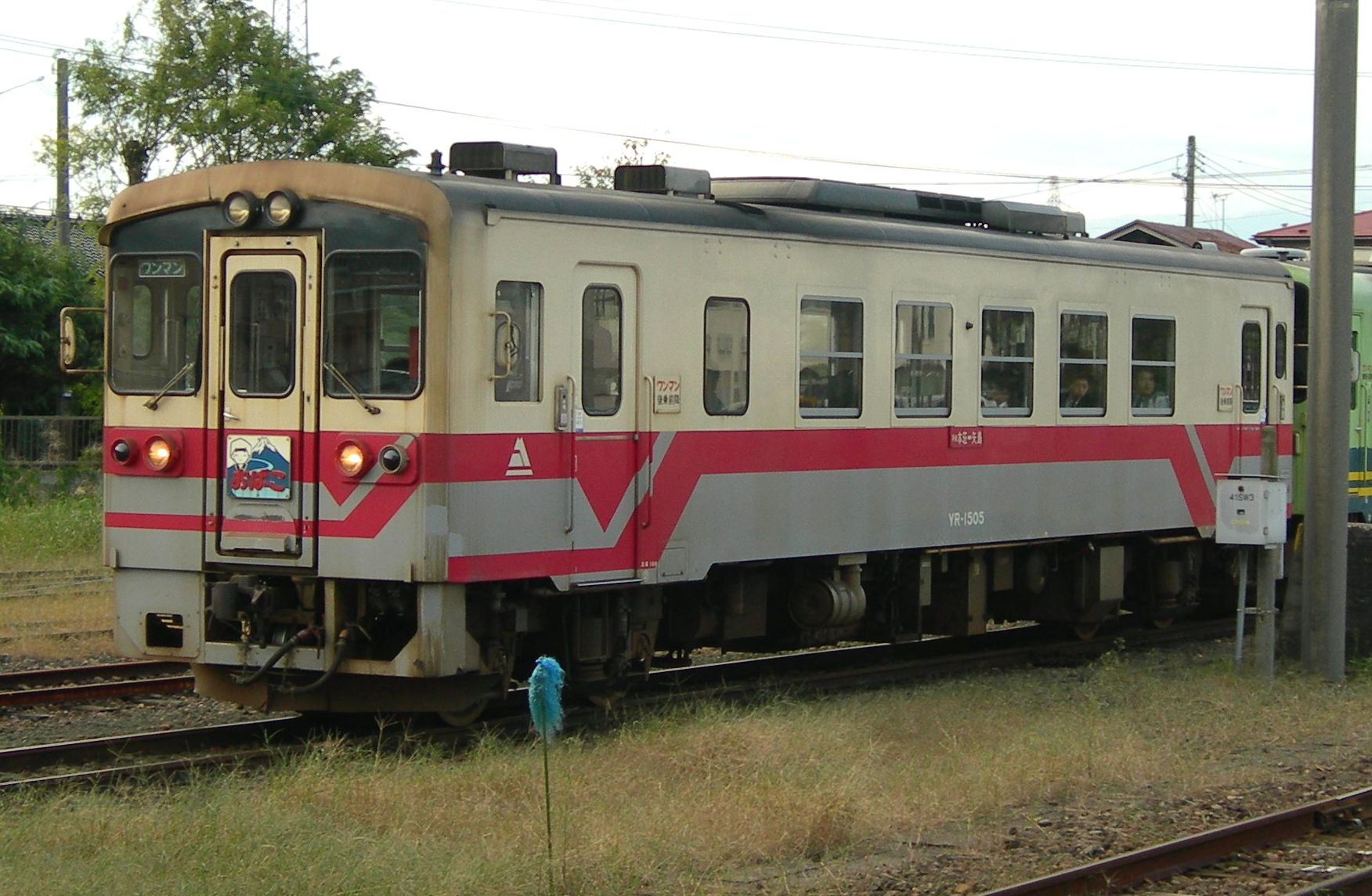
由利高原鐵道YR-1500型

- 由利高原鐵道 YR-1000型（1985年，已停用）

### 16.3公尺

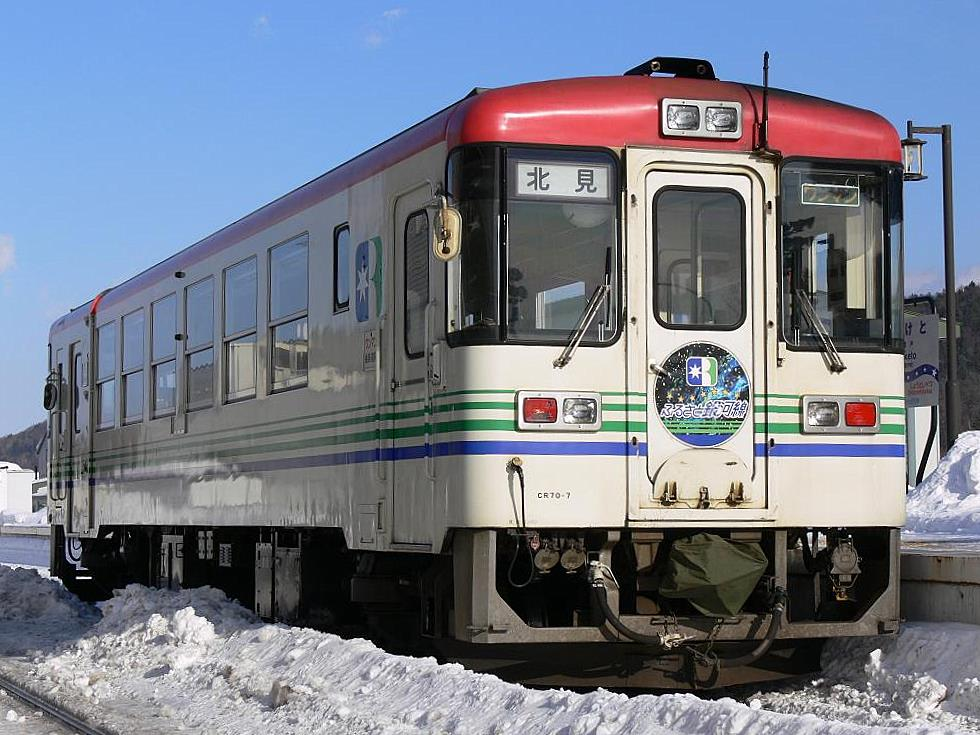
北海道池北高原鐵道CR70型

- 南阿蘇鐵道 MT-2000型（1986年。改造為 MT-2000A 型）
- 會津鐵道 AT-100型／AT-150型／AT-200型（1987年，已停用）
- 錦川鐵道 NT2000型（1987年，已停用）
- 北海道旅客鐵道 KiHa 130型（1988年，已停用）
- 北海道池北高原鐵道 CR70型／CR75型（1988年，已停用）
- 松浦鐵道 MR-100型／MR-200型／MR-300型（1988年，已停用）
- 鹿島鐵道 KR-500型（1989年，已停用）
- 球磨川鐵道 KT-100型／KT-200型（1989年，已停用）
- 高千穗鐵道 TR-100型／TR-200型（1989年，已停用）
  - TR-201 被送給 阿佐海岸鐵道，改編為 ASA-300 型。
- 三陸鐵道 36-300型／36-400型（1989年，已停用）
  - 所有車輛出售給緬甸鐵路。
- 西日本旅客鐵道 KiHa 120型（1992年）

### 16.6公尺
- 南阿蘇鐵道 MT-3000型（1993年）

### 17.97公尺
- 長良川鐵道 600型（2022年）
- 南阿蘇鐵道 MT-4000型（2023年）

### 18公尺
- 東海旅客鐵道 KiHa 11型（1988年，部分屬東海交通事業）
  - 部分車輛轉售給常陸那珂海濱鐵道和緬甸鐵路。
- 井原鐵道 IRT355型（1998年）
  - 一部車輛轉售給緬甸鐵路。
- 若櫻鐵道 WT3300型（2001年）

### 18.5公尺

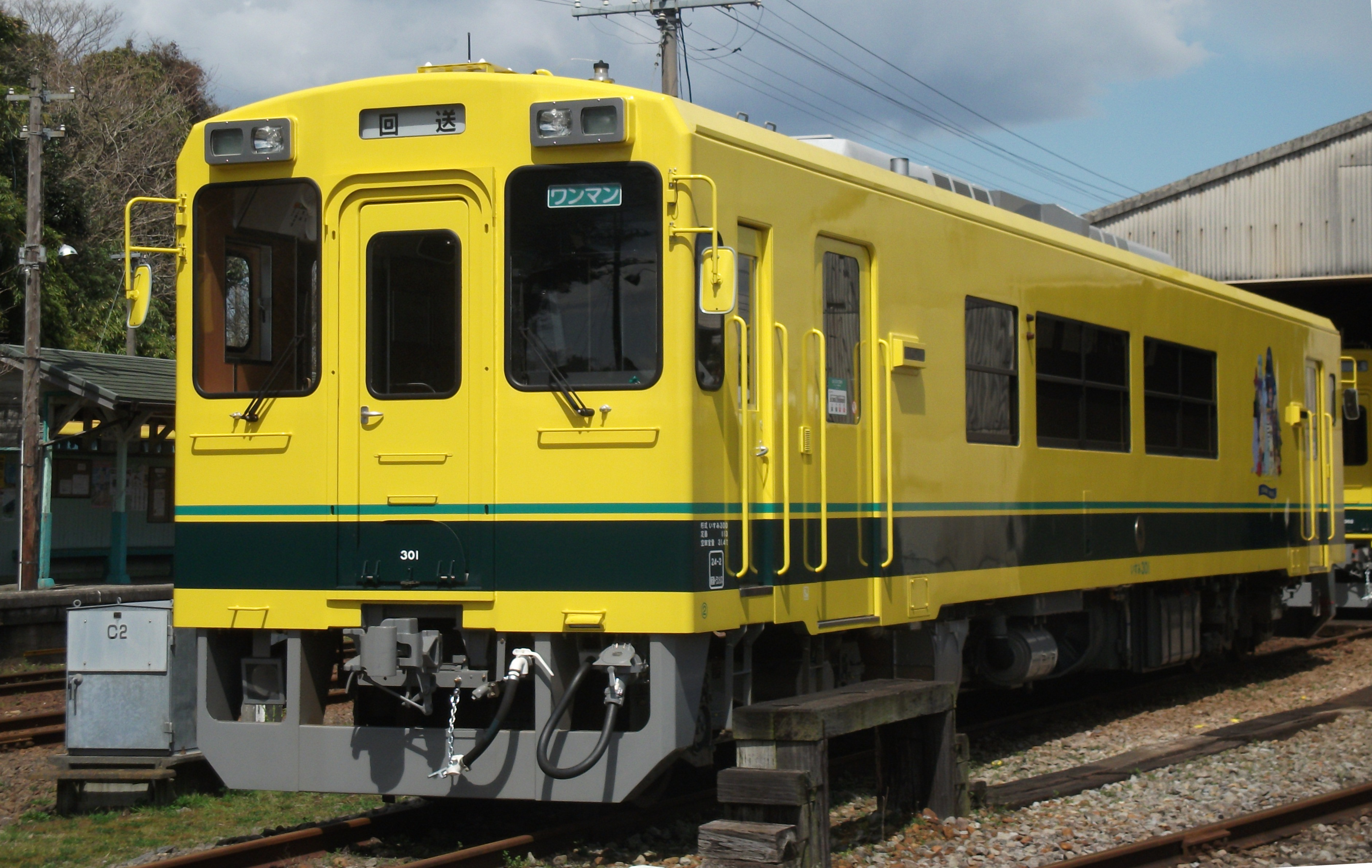
夷隅鐵道Isumi 300型

- 神岡鐵道 KM-100型／KM-150型（1984年，已停用）
- 若櫻鐵道 WT2500型（1987年。改造為 WT3000 型）
- 秋田內陸縱貫鐵道 AN-8800型（1988年）・AN-8900型（1989年）・AN-2000型（2000年）
- 山形鐵道 YR-880型（1988年）
- 高千穗鐵道 TR-300型（1991年，已停用）・TR-400型（2003年，已停用）
  - TR-400型出售給九州旅客鐵道，改裝成KiHa 125型400番台。
- 九州旅客鐵道 KiHa 125型（1992年）
- 三陸鐵道 36-500型（1994年，已停用）・36-700型（2013年）
- 島原鐵道 KiHa 2500型／KiHa 2550型（1994年）
- 茨城交通 KiHa 3710型（1995年）・KiHa 37100型（2002年）
- 津輕鐵道 津輕21型（1996年）
- 松浦鐵道 MR-400型（1998年）・MR-500型（1999年）
- 由利高原鐵道 YR-2000型（2000年）
- 天龍濱名湖鐵道 TH2000型／TH2100型／TH9200型（2001年）
- 肥薩橙鐵道 HSOR-100型（2003年）
- 會津鐵道 AT-500型／AT-550型（2004年）・AT-600型／AT-650型（2005年）・AT-700型／AT-750型（2010年）
- 能登鐵道 NT200型（2005年）・NT300型（2015年）
- 錦川鐵道 NT3000型（2007年）
- 平成筑豐鐵道 400型／500型（2007年）
- 樽見鐵道 Haimo 330-700型（2010年）
- 渡良瀨溪谷鐵道 WKT-500型（2011年）・WKT-510型（2013年）・WKT-520型（2019年）・WKT-550型（2012年） * WKT-550 型是開放式車廂。
- 夷隅鐵道 300型／KiHa 20 1303（2012年）・Isumi 350型（2013年）
- 球磨川鐵道 KT-500型（2014年）
- 信樂高原鐵道 SKR400型（2015年）・SKR500型（2017年）
- 明知鐵道 100型（2017年）
- 京都丹後鐵道 KTR300型（2019年）

### 20.5公尺

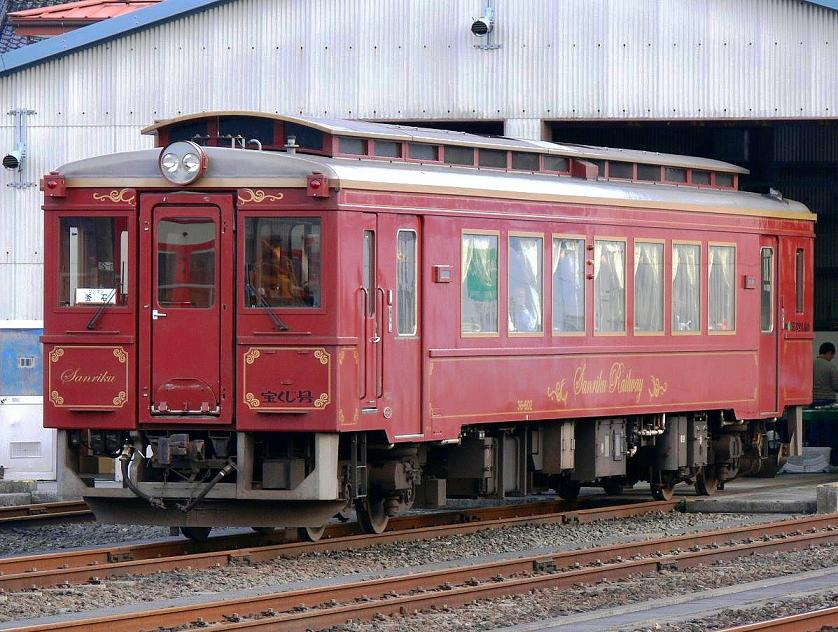
三陸鐵道36-600型

- 三陸鐵道 36-600型（2005年）・36-Z型（2014年）・36-R型（2014年）

### 21.3公尺

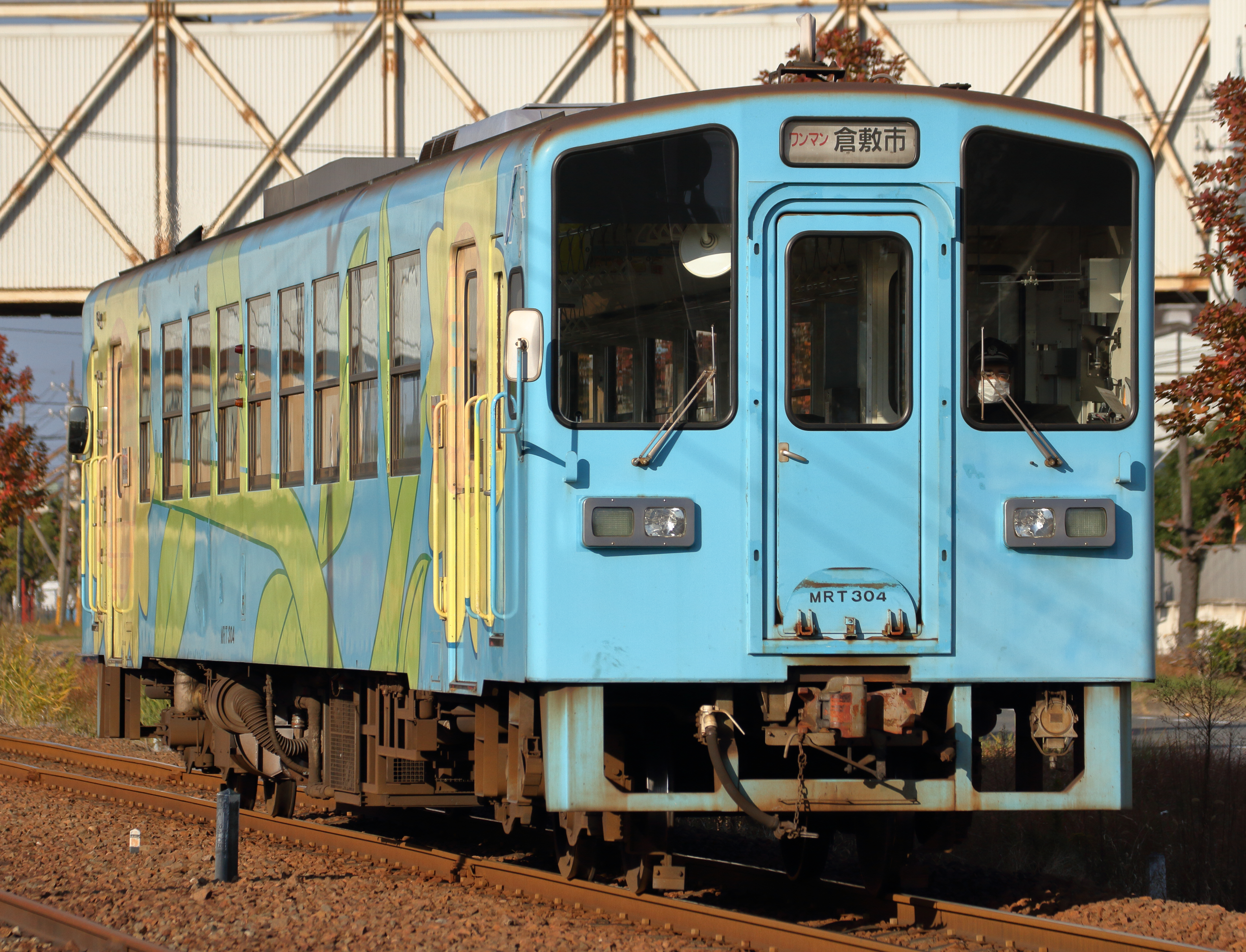
水島臨海鐵道MRT300型

- 水島臨海鐵道 MRT300型（1995年）

### 由新潟運輸系統製造但非屬NDC的柴油客車
伊勢鐵道伊勢III型（車號102-104）、樽見鐵道Haimo295-510型、長良川鐵道500型、甘木鐵道AR300型（304號以後車輛）由富士重工設計，由新潟運輸系統製造，應歸類為 LE-DC。
新潟運輸系統設計和製造的車輛中，西日本旅客鐵道KiHa 126型、四國旅客鐵道1500型軌道車、關東鐵道KiHa 2000型-2400型、土佐黑潮鐵道TKT-8000型、9640型等等，是以NDC為基礎或參考而個別設計的一般型柴油鐵路客車，一般不認為屬於NDC。